# 10054 Solomin
10054 Solomin este un asteroid din centura principală de asteroizi.

## Descriere
10054 Solomin este un asteroid din centura principală de asteroizi. A fost descoperit pe 17 septembrie 1987 la Observatorul astrofizic din Crimeea de Liudmila Cernîh. El prezintă o orbită caracterizată de o semiaxă mare de 2,26 ua, o excentricitate de 0,20 și o înclinație de 5,4° în raport cu ecliptica.